# Taibainus
Taibainus là một chi nhện trong họ Linyphiidae.